# Giovanni Antonini
Giovanni Antonini (Milán, 1965) es un flautista y director de orquesta italiano. Actualmente dirige la orquesta Il Giardino Armonico, especializado en la música barroca, fundamentalmente de Vivaldi.

## Biografía
Nacido en Milán, alumno del Cívico Colegio de Música de Milán y del Centro de Música Antigua de Ginebra, estudiando flauta dulce y flauta través barroco. En el 1985, junto con Luca Pianca, fundó el Jardín Armonico, que dirige desde 1989.
Virtuoso en la ejecución e interpretación del repertorio de música barroca y clásica Antonini ha coincidido con otros músicos ilustres, entre los cuales Christoph Prégardien, Giovanni Sollima, Katia y Marielle Labèque, Viktoria Mullova, Giuliano Carmignola y Cecilia Bartoli. Ha dado varias giras mundiales y ha recibido numerosos premios, entre los cuales, con El Jardín Armónico, el Gramophone Award, Diapason de Or y Choc du Monde de la Musique.
En el 2011 fue el director artístico para el Festival Mozart de la ciudad de Barcelona, y en el 2013 para el festival Wratislavia Cantans.
1. ↑  «Haydn2032, un viaggio sinfonico». Quinte Parallele (en it-IT).
2. ↑  «Antonini | MITO SettembreMusica». www.mitosettembremusica.it.

## Otros proyectos
- Wikimedia Commons contiene immagini o altri file su Giovanni Antonini